# USM Libreville
Union Sportive O'Mbila Nziami Libreville ist ein gabunischer Fußballklub mit Sitz in der Hauptstadt des Landes Libreville innerhalb der Provinz Estuaire.

## Geschichte
Der Klub wurde im Jahr 1978 gegründet und taucht in der Saison 1978/79 erstmals in Statistiken auf. In der Championnat National, der damaligen landesweiten Endrunde um die Meisterschaft, erreichte die Mannschaft das Finale und unterlag mit 1:3 dem Anges ABC. In der nächsten Saison gewann das Team im Elfmeterschießen mit 6:5 gegen den FC 105 den ersten bekannten Meistertitel seiner Geschichte.  In der darauffolgenden Saison wiederum gegen FC 105 gewann das Team mit 4:2 den Titel.
Zur Saison 1984/85 wurde die nationale Liga, die heutige Championat National D1, eingeführt. Mit 15 Punkten landete die Mannschaft auf dem achten von zehn Plätzen. Eine Saison später wurde man mit 25 Punkten Vizemeister. Auf die gute Leistung in der Vorsaison kann man zwar nicht aufbauen, jedoch gelingt es erstmals den nationalen Pokal mit einem 1:0 im Finale über Shellsport zu gewinnen. Die nächste Meisterschaft errang das Team in der Saison 1987/88 mit 36 Punkten.
In der Saison 1990/91 wiederum dur ein 1:0-Sieg über Shellsport gewann man erneut den Pokal. In der Saison 1996 wird der Klub mitsamt fünf weiteren Mannschaften disqualifiziert. Somit taucht das Team erst in der Saison 1998 wieder auf. Mit 54 Punkten gewann das Team die Meisterschaft 2002 und holte mit einem 4:2 im Elfmeterschießen des Pokalfinals über JS Libreville das Double. Nach der Spielzeit 2005 musste man mit 11 Punkten innerhalb der Gruppe B als letzter in die zweite Liga absteigen. Zur Saison 2007 gelang die Rückkehr in die erste Liga.
2007/08 gewann das Team den Pokal mit 2:1 über AS Mangasport. In der nächsten Saison erreichte man in der Liga mit 27 Punkten Platz 11, womit die Mannschaft ein weiteres Mal hätte absteigen müssen. Da die Liga zur Folgesaison von zwölf auf 14 Teams aufgestockt wurde, durfte man in der Klasse verbleiben. In der Saison 2009/10 erreichte man mit 32 Punkten Platz sieben im gesicherten Mittelfeld. 2015 musste man mit 20 Punkten auf dem 13. Platz als Letzter absteigen. Bislang gelang es dem Klub noch nicht wieder aus der zweiten in die erste Liga aufzusteigen.

## Erfolge
- Championnat National D1: 4
  - 1979/80, 1980/81, 1987/88, 2002

- Coupe du Gabon Interclubs: 4
  - 1968/87, 1991, 2002, 2007/08